# Mouhet
Mouhet ist eine französische Gemeinde mit 411 Einwohnern (Stand: 1. Januar 2022) im Département Indre in der Region Centre-Val de Loire; sie gehört zum Arrondissement Le Blanc und zum Kanton Saint-Gaultier. Die Einwohner werden Mouhetins genannt.

## Geographie
Mouhet liegt etwa 48 Kilometer südsüdwestlich von Châteauroux. Das Gemeindegebiet wird vom Fluss Anglin und seinem Nebenfluss Portefeuille durchquert.
Nachbargemeinden von Mouhet sind Parnac im Norden, Saint-Sébastien im Osten und Nordosten, Azerables im Süden und Osten, Les Grands-Chézeaux im Südwesten sowie La Châtre-Langlin im Westen und Nordwesten.
Durch die Gemeinde führt die Autoroute A20.

## Bevölkerungsentwicklung
| Jahr                      | 1962 | 1968 | 1975 | 1982 | 1990 | 1999 | 2006 | 2013 |
| Einwohner                 | 861  | 827  | 777  | 645  | 528  | 478  | 501  | 512  |
| Quelle: Cassini und INSEE |      |      |      |      |      |      |      |      |

## Sehenswürdigkeiten
- Kirche Saint-Pierre aus dem 13./14. Jahrhundert

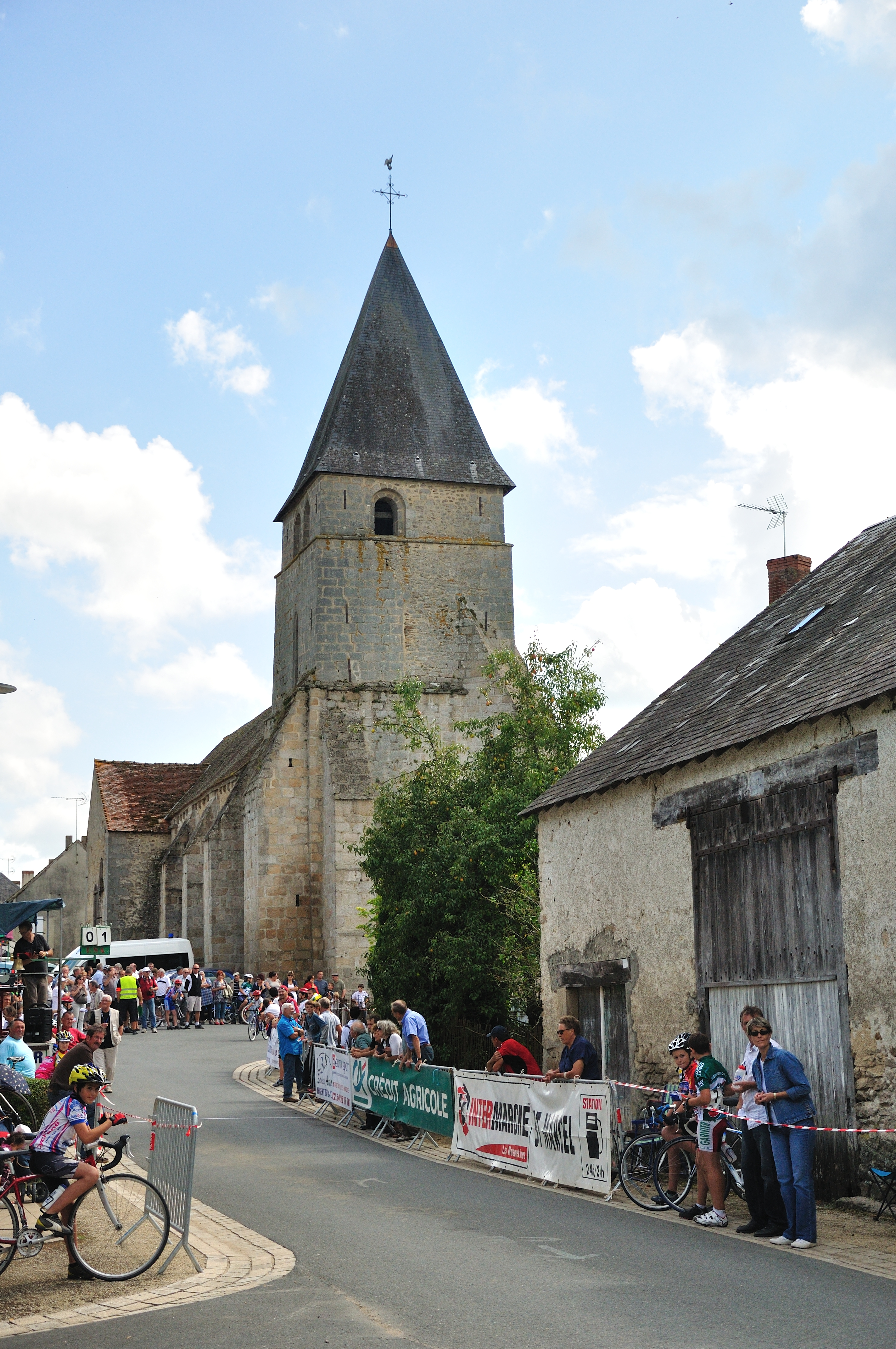
Kirche Saint-Pierre